# Distretto di Güney
Il distretto di Güney (in turco Güney ilçesi) è uno dei distretti della provincia di Denizli, in Turchia.